# Let It Be (альбом The Replacements)
Let It Be — третий студийный альбом американской рок-группы The Replacements, выпущенный 2 октября 1984 года на лейбле Twin/Tone Records.

## Об альбоме
Ко времени выхода альбома Hootenanny 1983 года участники группы устали играть исключительно громкую и быструю музыку и решили написать песни, которые были, по словам вокалиста Пола Вестерберга, «немного более искренними». Созданный под влиянием таких разнообразных жанров, как метал, чикагский блюз и стадионный рок, Let It Be включал в себя более сложные, чем на предыдущих альбомах группы, аранжировки и тексты. В 2008 году диск был ремастерирован и переиздан с шестью дополнительными треками. Пластинка занимает 156 позицию в списке «500 величайших альбомов» журнала Rolling Stone.

## Список композиций
Все песни написаны Полом Вестербергом, за исключением особо отмеченных.

### Сторона A
1. «I Will Dare» – 3:18
2. «Favorite Thing» (Вестерберг, Т. Стинсон, Б. Стинсон, Марс) – 2:19
3. «We’re Comin' Out» (Вестерберг, Т. Стинсон, Б. Стинсон, Марс) – 2:21
4. «Tommy Gets His Tonsils Out» (Вестерберг, Т. Стинсон, Б. Стинсон, Марс) – 1:53
5. «Androgynous» – 3:11
6. «Black Diamond» (Пол Стэнли) – 2:40

### Сторона B
1. «Unsatisfied» – 4:01
2. «Seen Your Video» – 3:08
3. «Gary’s Got a Boner» (Вестерберг, Т. Стинсон, Б. Стинсон, Марс) – 2:28
4. «Sixteen Blue» – 4:24
5. «Answering Machine» – 3:40